# محمية الحائر للأراضي الرطبة
محمية الحائر للأراضي الرطبة محمية طبيعية في منطقة الرياض.
تقع جنوب الحاير جنوب مدينة الرياض، بمساحة تبلغ 40 كم2، وتحتوي على سد الحائر الذي يصب فيه وادي حنيفة وهو وادٍ طبيعي تنبع به المياه الجوفية. وتحتوي المحمية على أنواع عديدة من الطيور المقيمة والزائرة في فصول مختلفة من السنة، مثل البلشون، والعقبان، والصقور، والنسور، وأنواع من البط، والقماري والكثير من العصفوريات والطيور المائية. تضم المحمية عدد من البحيرات وقنوات المياه دائمة الجيران، وخمس جزر صناعية داخل هذه البحيرات.